# 21751 Дженітейлор
21751 Дженітейлор (21751 Jennytaylor) — астероїд головного поясу, відкритий 9 вересня 1999 року.
Тіссеранів параметр щодо Юпітера — 3,527.